# USS Hayter (DE-212)
USS Hayter (DE-212/APD-80) là một tàu hộ tống khu trục lớp Buckley được Hải quân Hoa Kỳ chế tạo trong Chiến tranh Thế giới thứ hai. Tên nó được đặt theo Thiếu tá Hải quân Hubert M. Hayter (1901-1942), người từng phục vụ trên tàu tuần dương hạng nặng New Orleans (CA-32), đã tử trận trong trận Tassafaronga vào ngày 30 tháng 11, 1942, và được truy tặng Huân chương Chữ thập Hải quân. Nó đã phục vụ trong chiến tranh cho đến năm 1944, khi được cải biến thành một tàu vận chuyển cao tốc mang ký hiệu lườn APD-80, và tiếp tục phục vụ cho đến khi chiến tranh kết thúc. Con tàu xuất biên chế năm 1946, rồi được chuyển cho Hàn Quốc và tiếp tục phục vụ cùng Hải quân Cộng hòa Hàn Quốc như là chiếc ROKS Jon Nam (PG-86) cho đến khi ngừng hoạt động và bị tháo dỡ năm 1986.

## Thiết kế và chế tạo
Những chiếc thuộc lớp tàu hộ tống khu trục Buckley có chiều dài chung 306 ft (93 m), mạn tàu rộng 37 ft 1 in (11,30 m) và độ sâu mớn nước khi đầy tải là 11 ft 3 in (3,43 m). Chúng có trọng lượng choán nước tiêu chuẩn 1.400 tấn Anh (1.400 t); và lên đến 1.740 tấn Anh (1.770 t) khi đầy tải. Hệ thống động lực bao gồm hai turbine hơi nước General Electric công suất 13.500 mã lực (10.100 kW), dẫn động hai máy phát điện công suất 9.200 kilôwatt (12.300 hp) để vận hành hai trục chân vịt;  công suất 12.000 hp (8.900 kW) cho phép đạt được tốc độ tối đa 23 kn (26 mph; 43 km/h), và có dự trữ hành trình 6.000 nmi (6.900 mi; 11.000 km) khi di chuyển ở vận tốc đường trường 12 kn (14 mph; 22 km/h).
Vũ khí trang bị bao gồm ba pháo 3 in (76 mm)/50 cal trên tháp pháo nòng đơn có thể đối hạm hoặc phòng không, một khẩu đội 1,1 inch/75 caliber bốn nòng và tám pháo phòng không Oerlikon 20 mm. Vũ khí chống ngầm bao gồm một dàn súng cối chống tàu ngầm Hedgehog Mk. 10 (có 24 nòng và mang theo 144 quả đạn); hai đường ray Mk. 9 và tám máy phóng K3 Mk. 6 để thả mìn sâu. Khác biệt đáng kể so với lớp Evarts dẫn trước là chúng có thêm ba ống phóng ngư lôi Mark 15 21 inch (533 mm). Thủy thủ đoàn đầy đủ bao gồm 186 sĩ quan và thủy thủ.
Hayter được đặt lườn tại Xưởng hải quân Charleston ở Charleston, South Carolina vào ngày 1 tháng 8, 1942. Nó được hạ thủy vào ngày 11 tháng 11, 1943; được đỡ đầu bởi bà Maurine K. Hayter, vợ góa Thiếu tá Hayter, và nhập biên chế vào ngày 16 tháng 3, 1944 dưới quyền chỉ huy của Hạm trưởng, Thiếu tá Hải quân Harold John Theriault.

## Lịch sử hoạt động

### Thế Chiến II
Hayter khởi hành từ Charleston vào ngày 1 tháng 4, 1944 cho chuyến đi chạy thử máy huấn luyện tại khu vực Bermuda, và sau khi hoàn tất đã được giao nhiệm vụ hộ tống vận tải. Từ ngày 1 tháng 6 đến ngày 30 tháng 11, 1944, nó đã thực hiện ba chuyến hộ tống vận tải khứ hồi vượt Đại Tây Dương để đi sang Bizerte, Tunisia, gồm hai chuyến xuất phát từ Norfolk, Virginia và một chuyến khởi hành từ Casco, Maine. Trong các chuyến đi nó đã hộ tống chống tàu ngầm, và đưa bác sĩ của hải đội đến các tàu buôn cần trợ giúp y tế.
Cùng các tàu chiến khác thuộc Đội hộ tống 62, Hayter lên đường vào ngày 2 tháng 1, 1945 cho một nhiệm vụ đặc biệt tại Đại Tây Dương: truy tìm tàu ngầm U-boat Đức U-248 vốn đang đang gửi những báo cáo thời tiết cho các đơn vị khác của phe Trục tại khu vực Azores. Các con tàu đã tiến hành nhiều lượt rà quét trước khi Hayter dò được tín hiệu sonar của mục tiêu vào ngày 16 tháng 1. Sau khi bị tấn công bởi nhiều lượt mìn sâu kéo dài hai giờ, tàu ngầm đối phương bị đánh chìm. Chiếc tàu hộ tống khu trục tiếp tục tuần tra tại khu vực Azores trước khi gia nhập một đoàn tàu vận tải cho hành trình quay trở về Norfolk, đến nơi vào ngày 5 tháng 2.
Rời Casco Bay vào ngày 17 tháng 3, Hayter và các tàu hộ tống khu trục khác tiến ra Bắc Đại Tây Dương để tuần tra chống tàu ngầm tai khu vực Iceland. Họ đã tấn công một mục tiêu bằng mìn sâu vào ngày 10 tháng 4 nhưng không mang lại kết quả, và quay trở về Căn cứ hải quân Argentia, Newfoundland vào ngày 14 tháng 4. Họ lại lên đường bốn ngày sau đó tiếp tục nhiệm vụ tuần tra ngăn chặn tàu ngầm, hoạt động tại khu vực giữa các đội đặc nhiệm tàu sân bay hộ tống Bogue (CVE-9) về phía Nam và đội của Core (CVE-13) về phía Bắc. Một mục tiêu bị phát hiện vào ngày 23 tháng 4, và các con tàu tiếp tục rà quét nhưng không có kết quả, cho đến ngày hôm sau, khi tàu hộ tống khu trục Frederick C. Davis (DE-136) báo cáo phát hiện mục tiêu bên mạn phải trước mũi tàu.
Trong lúc Hayter đang cơ động để tấn công, Frederick C. Davis bị đánh trúng một quả ngư lôi bên mạn trái phía giữa tàu, khiến nó bị vỡ làm đôi. Khi con tàu chị em bị nạn nghiêng và sắp chìm, Hayter đã ra sức cứu giúp bất chấp khó khăn do biển động, vùng biển đầy cá mập và nguy cơ tiếp tục bị tấn công; nó đã cứu được 65 người sống sót và vớt thêm 12 thi thể trôi trên biển. Trong khi đó các tàu chiến khác hợp sức truy lùng và tấn công bằng mìn sâu, cuối cùng buộc đối thủ phải nổi lên mặt nước; họ đã đánh chìm U-546 bằng hải pháo tại tọa độ 43°53′B 40°07′T / 43,883°B 40,117°T; 26 thành viên thủy thủ đoàn của U-546 đã tử trận, và có 33 người sống sót được cứu vớt.
Sau khi quay lại Argentia vào ngày 6 tháng 5, Hayter khởi hành hai ngày sau đó để đi đến Xưởng hải quân Philadelphia ngang qua Boston. Đến nơi vào ngày 22 tháng 5, con tàu được cải biến thành một tàu vận chuyển cao tốc lớp Charles Lawrence, và được xếp lại lớp với ký hiệu lườn mới APD-80 vào ngày 1 tháng 6, 1945. Hoàn tất công việc trong xưởng tàu, nó rời Philadelphia vào ngày 13 tháng 8 để chạy thử máy và huấn luyện ôn tập tại khu vực vịnh Guantánamo, Cuba. Tuy nhiên chỉ hai ngày sau, Nhật Bản đã chấp nhận đầu hàng vào ngày 15 tháng 8 giúp kết thúc cuộc xung đột.
Tiếp tục hoạt động huấn luyện tại khu vực Norfolk và Newport cho đến ngày 30 tháng 10, Hayter lên đường đi Jacksonville, Florida, rồi nơi nó được cho xuất biên chế vào ngày 19 tháng 3, 1946 và được đưa về Hạm đội Dự bị Đại Tây Dương, neo đậu tại Green Cove Springs, Florida. Đang khi trong thành phần dự bị, con tàu được kéo đến Orange, Texas, nhưng không bao giờ được đưa ra hoạt động trở lại, cho đến khi được cho rút tên khỏi danh sách Đăng bạ Hải quân vào ngày 1 tháng 12, 1966.

### ROKSJonnam(PG-86)
Con tàu được chuyển cho Cộng hòa Hàn Quốc vào ngày 23 tháng 7, 1967 trong Chương trình Viện trợ Quân sự, và nhập biên chế cùng Hải quân Cộng hòa Hàn Quốc vào tháng 8 năm đó như là chiếc pháo hạm ROKS Jonnam (PG-86) (đôi khi viết thành Jon Nam). Nó được xếp lại lớp thành tàu vận chuyển cao tốc APD-86 vào năm 1972, đổi sang APD-827 vào năm 1980, và cuối cùng là DE-827 vào năm 1982. Chính phủ Hàn Quốc mua lại quyền sở hữu con tàu vào ngày 15 tháng 11, 1974, và cuối cùng được cho ngừng hoạt động vào năm 1986 và bị tháo dỡ.

## Phần thưởng
Hayter được tặng thưởng một Ngôi sao Chiến trận do thành tích phục vụ trong Thế Chiến II.
|  |             |  |
|  | Bronze star |  |

| Dãi băng Hoạt động Tác chiến (truy tặng) |                                                                              |                                      |
| Huân chương Chiến dịch Hoa Kỳ            | Huân chương Chiến dịch Châu Âu-Châu Phi-Trung Đông với 1 Ngôi sao Chiến trận | Huân chương Chiến thắng Thế Chiến II |